# Fincicky Mihály
Fincicky Mihály (Csepely, 1842. szeptember 22. – Ungvár, 1916.) ügyvéd, műfordító, magyar néprajzi és népköltészeti gyűjtő, 1891-től Ungvár város polgármestere.

## Életútja, munkássága
Az 1860-as években társaival 339 népdalt és 92 meseszöveget gyűjtött. E ruszin népköltési anyag eredeti szövege elveszett vagy lappang. Népdalgyűjteménye megjelent magyar fordításban 1870-ben a Kisfaludy Társaság (Hazai, nem magyar ajkú népköltészet tára) c. sorozatában; nyugalomba vonulása után népmesegyűjteményéből lefordított 40 szövege csak 1970-ben látott napvilágot. Azok a népdalok és népmesék, melyeket ruszinból magyarra fordított, kiemelkednek kora hasonló indíttatású szlovák, és román fordításai közül. Figyelemre méltó még néprajzi szempontból az Osztrák–Magyar Monarchia XVIII. kötetében megjelent Ung vármegye c. dolgozata.

## Főbb művei
- Magyar-orosz népdalok (Pest, 1870) Online
- A vasorrú indzsibaba (Kárpát-ukrajnai népmesék. Ortutay Gyula utószavával, Budapest, 1970).